# Myrmecaelurus xanthoptera
Myrmecaelurus xanthoptera är en insektsart som beskrevs av Frederic Charles Fraser 1950. 
Myrmecaelurus xanthoptera ingår i släktet Myrmecaelurus och familjen myrlejonsländor. Inga underarter finns listade i Catalogue of Life.